# Isomma hieroglyphicum
Isomma hieroglyphicum – gatunek ważki z rodziny gadziogłówkowatych (Gomphidae).